# Julen är här (sång)
Julen är här, skriven av Billy Butt och Sölve Rydell, är en julballad från 1980-talet, avsedd att sjungas i duett. Den mest berömda inspelningen gjordes av Tommy Körberg och Sissel Kyrkjebø på Tommy Körbergs julalbum Julen är här 1989. Denna version låg på Svensktoppen i fyra veckor över årsskiftet 1989-1990.
Sången handlar om jul i Norden, vilket ger den mest berömda inspelningen särskild betoning då Tommy Körberg är svensk och Sissel Kyrkjebø är norsk.
Kring år 2000 hade sången slagit igenom på julkonserter även utanför dansbands- och popgenrerna, liksom på skolornas julavslutningar.
1994 spelades den in av Jenny Öhlund på julalbumet Mitt julkort.
1997 spelade Jessica Johansson in sången på sin jul-EP Vintertid.
2001 spelade Jan Malmsjö in sången på sitt julalbum Välkommen till min jul . Då han framförde den i uppesittarkväll i Bingolotto den 23 december 2001 sjöng han den i duett med en 9-årig flicka.
2002 spelade Christer Sjögren och Charlotte Nilsson in sången, och släppte den på singel.
2006 spelades låten in av Anders och Karin Glenmark på julalbumet Vår jul.
2008 spelades låten in av Amy Diamond på julalbumet En helt ny jul.
2010 sjöng Christer Sjögren tillsammans med Elisabeth Andreassen in låten till sitt julalbum En stjärna lyser i natt.
2013 spelades låten in av Elize Ryd och Tony Kakko på albumet Raskasta Joulua. 
Sången komponerades sensommaren 1989. På engelska heter den Christmas is here.

## Listplaceringar
| Lista (2007, 2012-2013) | Topplacering |
| ----------------------- | ------------ |
| Sverige                 | 36           |

### Fotnoter
1. ↑  Information i Svensk mediedatabas
2. ↑  Svensktoppen - 1990
3. ↑  ”Mitt julkort”. Svensk mediedatabas. 25 februari 1994. http://smdb.kb.se/catalog/id/001507007. Läst 16 november 2014.
4. ↑  Information i Svensk mediedatabas
5. ↑  Information i Svensk mediedatabas.
6. ↑  Information i Svensk mediedatabas
7. ↑  Information i Svensk mediedatabas
8. ↑  Information i Svensk mediedatabas
9. ↑  Information i Svensk mediedatabas
10. ↑  Information i discogs
11. ↑  ”Julen är här”. Svenska sång- och talpedagogförbundet. Arkiverad från originalet den 24 oktober 2013. https://web.archive.org/web/20131024075630/http://www.sstpf.se/Butt%20JULEN%20A%CC%88R%20HA%CC%88R.pdf. Läst 8 januari 2013.
12. ↑  ”Julen är här”. Swedishcharts. 2007-2013. http://swedishcharts.com/showitem.asp?interpret=Tommy+K%F6rberg+%26+Sissel+Kyrkjeb%F6&titel=Julen+%E4r+h%E4r&cat=s. Läst 23 augusti 2014.